# Terry Bisson
Terry Ballantine Bisson (Madisonville, 12 febbraio 1942 – Berkeley, 10 gennaio 2024) è stato uno scrittore e curatore editoriale statunitense, conosciuto soprattutto per i suoi racconti, il più famoso dei quali intitolato Gli orsi scoprono il fuoco scritto nel 1990 e con il quale vinse le edizioni del 1990/1991 rispettivamente dei premi Nebula e Hugo.

## Biografia
Terry Bisson a Madisonville, in Kentucky, il 12 febbraio 1942. All'inizio della sua carriera, negli anni sessanta, Bisson collaborò alla realizzazione di svariati fumetti con Clark Dimond e fu editore per la Major Publications per la serie horror a fumetti in bianco e nero Web of Horror fino alla terza serie.
Completò il libro Saint Leibowitz and the Wild Horse Woman, pubblicato nel 1997, scritto in gran parte da Walter M. Miller come continuazione del romanzo Un cantico per Leibowitz.
Morì a Berkeley, in California, il 10 gennaio 2024, un mese prima di compiere 82 anni.

### Stile narrativo
La caratteristica distintiva di molti racconti brevi di Bisson è che consistono solo in dialoghi, quindi con assenza totale di elementi che fanno riferimento a una voce narrante. Il lettore è portato a visualizzare autonomamente i personaggi, il contesto e la situazione in assenza di narrazione descrittiva. Un esempio notevole di questa tecnica è il racconto Sono fatti di carne che vinse il Premio Nebula per il miglior racconto breve del 1991. Questa storia consiste interamente in un dialogo tra due intelligenze aliene che hanno ricevuto una petizione dalla nostra specie per essere ammessa in una federazione galattica. Gli alieni, della cui fisiologia non sappiamo nulla, convengono che gli umani sono troppo disgustosi per essere ammessi perché "sono fatti di carne".